# 하임 지노트
하임 지노트 또는 하임 기너트(Haim G. Ginott,원래 Ginzburg 1922년 8월 5일 – 1973년 11월 4일)는 이스라엘사람으로서 학교 교사, 아동 심리학자 및 심리 치료사 및 부모 교육자였다. 그는 오늘날에도 여전히 가르치고있는 아이들과 대화하는 유용한 기술을 개척했다. 그의 책 '부모와 자녀 사이에서'(Between Parent and Child)는 1년 넘게 베스트 셀러 목록에 머물면서 오늘날에도 여전히 인기가 있다. 이 책은 '부모와 자녀가 상호 존중과 존엄성을 가지고 서로 함께 생활하는 데 도움이 될 기본적인 의사 소통 원칙에서 도출된 구체적인 조언'을 제공하기 위해 시작되었다.

## 지노트 모델의 대화 접근
부모와 자녀의 대화에 있어서 다음과 같은 맥락을 강조했으며 다음은 이들중 주요한 권장사항이다.
- Never deny or ignore a child's feelings.

절대로 자녀의 감정을 무시하거나 부정해서는 안 됩니다.
- Only behavior is treated as unacceptable, not the child.

오직 행동에 국한해서 용납될 수 없는 바를 대화해야 하며 그러한 행동을 한 아이 자체에 대해서는 (언급하거나) 다루어서는 안 됩니다.
- Depersonalize negative interactions by mentioning only the problem. "I see a messy room."

문제만 언급하여 부정적인 상호 작용을 (최소화하기 위해) 개인적인 특정행동을 변별하십시오. "지저분한 방이 보인다."
- Attach rules to things, e.g., "Little sisters are not for hitting."

사건들에서 규칙을 구체화하십시요. 예를 들면 "어린 동생은 때리는 것이 아니다."
- Dependence breeds hostility. Let children do for themselves what they can.

의존관계는 자칫 반항심을 낳습니다. 아이들이 스스로 할 수 있는 일을 하도록 하십시오.
- Children need to learn to choose, but within the safety of limits. "Would you like to wear this blue shirt or this red one?"

아이들은 선택하는 법을 배워야하지만 잘 지정된 범위내에서 안정감을 유지해야 합니다. "이 파란색 셔츠나 빨간색 셔츠를 입어볼래?"
- Limit criticism to a specific event—don't say "never", "always", as in: "You never listen," "You always manage to spill things", etc.

"너는 결코 말을 듣질 않는다", "너는 항상 흘리고 빠뜨린다." 등과 같은 완전부정의 단어와 문장을 언급하지 않으면서 특정 사건에 대해서만 비판을 제한하십시오.
- Refrain from using words that you would not want the child to repeat.

자녀가 반복하지 않기를 원하는 단어는 사용하지 마십시오.
- Ignore irrelevant behavior

관련없는 행동은 무시하십시오.
- "Rebellion follows rejection."

"반항심은 거부의사를 따라간다."
- "Truth for its own sake can be a deadly weapon in family relations. Truth without compassion can destroy love. Some parents try too hard to prove exactly how, where and why they have been right. This approach will bring bitterness and disappointment. When attitudes are hostile, facts are unconvincing."

"자기 자신만을 위한 진실은 가족 관계에서 치명적인 무기가 될 수 있습니다. 동정심이없는 진실은 사랑을 파괴할 수 있습니다. 어떤 부모는 그들이 어떻게, 어디서, 왜 옳았는지 정확하게 증명하기 위해 너무 열심히 노력합니다. 상대방의 태도가 적대적이라면 사실여부는 설득력을 잃습니다. "
한편 이러한 지노트의 대화 접근 모델에 대해서 심리학자들은 '중립적 진술에 근거한 격려' , '부정적인 상호 작용을 최소화하기위한 가이드라인 제시'등을 주요 요소로 언급하곤한다.

## 같이 보기
- 나 전달법
- 인본주의 심리학